# Tiberio Claudio Balbillo
Tiberio Claudio Balbillo, conosciuto anche come Balbillo il saggio (in latino: Tiberius Claudius Balbillus o Balbilus; Alessandria d'Egitto, 20 – Roma, 79), è stato un astrologo romano.
Egiziano di lingua greca, Balbillo era figlio dell'astrologo personale di Tiberio, Tiberio Claudio Trasillo, e della principessa Aka II di Commagene, discendente del re Antioco I Theos di Commagene. Sua sorella Eunia aveva sposato il futuro prefetto del Pretorio Nevio Sutorio Macrone.
Nato ad Alessandria e appartenente al rango equestre, durante il regno di Caligola partì da Roma per Alessandria, tornando nella capitale dell'impero solo con l'avvento al potere di Claudio. Con l'anziano imperatore avevano intrattenuto rapporti di amicizia in gioventù, e lo accompagnò durante la spedizione in Britannia come ufficiale della XX Legione. Tornato a Roma, Balbillo fu insignito di una onorificenza, e divenne uno dei più importanti magistrati del rango equestre.
Nominato Gran Sacerdote del tempio di Ermes ad Alessandria e direttore della biblioteca, trascorse i suoi anni tra la città egiziana e Roma. Predisse un'eclissi che sarebbe caduta nel giorno del compleanno dell'imperatore, e rimase al servizio di Claudio anche dopo l'editto imperiale che allontanava tutti gli astrologi da Roma. Riuscì anche ad evitare il destino fatale che spettò a molti astrologi durante il regno di Nerone, il quale nel 55 lo nominò Prefetto d'Egitto, carica che ricoprì sino al 59. Balbillo tornò dunque a Roma al tempo dell'impero di Vespasiano. Alla sua morte, l'imperatore, divenuto suo amico, tenne in grande considerazione la sua memoria e gli dedicò una festa sportiva, i Giochi Balbilliani, che si tennero ad Efeso dal 79, anno della morte, fino al III secolo.
Balbillo sposò una donna greca di cui non conosciamo il nome, ed ebbe una sola figlia, di nome Claudia Capitolina. Capitolina sposò un principe greco proveniente dal regno di Commagene, Gaio Giulio Archelao Antioco Epifane. Dalla loro unione, Balbillo divenne nonno del principe Gaio Giulio Antioco Epifane Filopappo e della principessa Giulia Balbilla.